# 中村國雄
中村國雄（英語：Kuniwo Nakamura，1943年11月24日—2020年10月14日），日裔帛琉政治人物。1993年帛琉從美國獨立後出任该国首任總統，直到2001年卸任。

## 生平
出生於南洋群島的中心都市柯羅。母親是貝里琉首長的女兒，父親中村善七是來自日本三重縣伊勢市大湊町的船匠。早年在美国夏威夷大学就读，1975年当选为密克罗尼西亚议会的议员，帕劳与密克罗尼西亚分离后，中村國雄当选为帕劳国民议会议员。1989年担任帕劳副总统，1992年成为帕劳总统。在任内，他以實現帛琉共和國的獨立與民主化，促使政局穩定及保護帛琉自然環境，獲得1997年世界和平獎最高榮譽獎。
他兩次訪問中華人民共和國，第一次是1991年3月作為埃特皮森總統的副總統陪同訪華，獲得中共中央政治局委員、中國國家主席楊尚昆歡迎和接見；第二次是1997年5月以總統身份與中共中央總書記、中國國家主席江澤民會面。他亦曾對香港回歸表示祝賀。但是帛琉並沒有與中華人民共和國建交，而是在1999年與中華民國建交。
中村國雄於2020年10月病逝，享年76歲。他的哥哥中村大次郎（Daiziro Nakamura）曾担任帕劳驻日大使。